# Juwon Oshaniwa
Juwon Oshaniwa (Ilorin, 14 de setembro de 1990), é um futebolista Nigeriano que atua como lateral. Atualmente, joga pelo Ashdod.

## Carreira
Oshaniwa representou o elenco da Seleção Nigeriana de Futebol no Campeonato Africano das Nações de 2013.

## Títulos
Nigéria
- Campeonato Africano das Nações: 2013